# Линдрум, Уолтер
Уо́лтер А́льберт Ли́ндрум (англ. Walter Albert Lindrum, 29 августа 1898 — 30 июля 1960) — выдающийся австралийский профессиональный игрок в английский бильярд; более известен как Уолтер Линдрум или Уолли Линдрум. Многими до сих пор признаётся как абсолютно лучший игрок в этот вид бильярда. Линдрума также относят к числу лучших спортсменов Австралии за всё время. На его счету 57 мировых рекордов в английском бильярде, многие из которых держатся до сих пор.

## Биография и карьера

### Детство и юность
Уолтер Линдрум родился в семье бильярдистов. Его дедушка, Фредерик Уильям Линдрум I, был первым чемпионом мира из Австралии. Папа, Фредерик Уильям Линдрум II, стал чемпионом Австралии в возрасте 20 лет, а старший брат, Фредерик Уильям Линдрум III, также был победителем первенства страны (в 1909 году). Кроме того, Уолтер и Фредерик Линдрум III были хорошо знакомы и даже вместе учились играть в бильярд вместе с их племянником, Хорэсом Линдрумом. Таким образом, «династия» Линдрумов была величайшей бильярдной династией мира за все времена.
В 1901 году с Уолтером произошёл крайне неприятный случай — у него оторвало часть указательного пальца, и из-за этого отец впоследствии вынужден был учить его играть левой рукой. Тем не менее, детство Линдрума прошло в усердных, длительных тренировках, которые длились до 12 часов в день. Он тренировался в двух местных бильярдных клубах — Palace Hotel и клубе на улице Brookman and Wilson Streets, который принадлежал Билли Уэстону. Уэстон учил Линдрума выполнять удары с высокой стойки (массе или другие крутые винты, помогающие ведению брейка), хотя Уолтер в то время доставал до стола только стоя на ящике.
Свой первый профессиональный матч Линдрум провёл всего лишь в 13 лет. Уже в 16 он регулярно делал серии за 1000 очков, а в 1921 году победил брата Фреда (Фредерик III), бывшего тогда чемпионом Австралии. Интересно, что позднее Линдрум отказался от игры с ним же за звание чемпиона страны.

### Чемпионство
На протяжении 20-х годов стандарт и уровень игры Уолтера Линдрума были так сильны, что многие австралийские бильярдисты просто отказывались играть с ним. Вследствие этого часто проводились выставочные матчи с участием Линдрума и известного новозеландца Кларка Макконэки. Ситуация немного изменилась в 1929-м, когда в Австралию приехал англичанин Вилли Смит — возможно, лучший бильярдист этой страны. Игроки должны были провести три матча, чтобы выявить в итоге сильнейшего, но, после двух игр, выигранных по разу обоими бильярдистами, Уолтер был вынужден оставить третий матч из-за скорой смерти его подруги. Хотя ему засчитали техническое поражение и отдали итоговую победу Смиту, последний отказался принять кубок победителя и настоял на том, чтобы трофей вручили Линдруму.
В том же году, но в сентябре, Линдрум, Макконэки и Смит покинули Австралию и направились на игровой тур по Англии. С 1929 по 1933 года Уолтер Линдрум уверенно доминировал в английском бильярде. Часто он давал большую «фору» своим соперникам, уступая в начале игры сразу 7000 очков. Так как Линдрум и его главные конкуренты того времени — Джо Дэвис, Вилли Смит, Том Ньюмен и Кларк Макконэки составляли основную силу этой игры, их прозвали «Большой Пятёркой». В 1933 и 1934 Уолтер побеждал на чемпионате мира, и вплоть до своего ухода из профессионалов в 1950-м сохранял за собой титул победителя этого турнира.
Во втором туре Линдрума по Англии (конец 1930 года) Дональд Брэдман и другие игроки австралийской сборной по крикету иногда посещали матчи с его участием. А 19 февраля 1931 Уолтер провёл показательные игры для Георга V и других членов королевской семьи в Букингемском дворце. Георг V подарил Линдруму слиток золота и запонку из эмали с королевской монограммой. Эти подарки стали частью игрового костюма Уолтера Линдрума вплоть до конца его профессиональной карьеры.
19 января 1932 года Уолтер, в матче против Джо Дэвиса (игру в итоге уступил австралиец) сделал рекордный брейк в 4137 очков. Это выдающееся достижение и послужило изменениям в правилах английского бильярда, касающихся ограничения возможности выполнения серий подобных величин за счёт относительно простых ударов. В том же году Линдрум и некоторые другие бильярдисты провели тур по США и Канаде, но это путешествие обернулось крупной неудачей — участникам предоставлялось неутешительное обслуживание и они понесли большие финансовые потери. После этого крайне неудачного тура и победы на чемпионате мира 1933 года Линдрум настаивал на том, что следующее мировое первенство должно проходить в Австралии. Турнир в итоге был организован в Мельбурне и прошёл в сроки, совпадающие с празднованием столетия города. Тот чемпионат также выиграл Уолтер, но впоследствии он не смог защитить свой титул игрой — турнир перестали разыгрывать на продолжительное время. Тем не менее, официально он оставался действующим чемпионом мира до 1950 года, пока не прекратил свою профессиональную карьеру.
Во время Второй мировой войны Уолтер Линдрум провёл 4000 выставочных игр и заработал на них в общем 500 000 фунтов стерлингов. В 1951-м он был награждён орденом Британской империи (MBE), а в 1958 — OBE.
Уолтер Линдрум умер 30 июля 1960 года во время отпуска в Квинсленде. Его тело похоронено на кладбище Melbourne General Cemetery. Могила австралийского игрока привлекает множество туристов, поскольку надгробный памятник сделан в виде бильярдного стола, с киём и шарами на нём.
Линдрума часто относят к числу лучших спортсменов Австралии за всё время, наряду с Маргарет Корт, Дональдом Брэдманом, Хизер Маккей, Гайдном Бантоном, Уэйном Кэри, Клиффом Янгом и Хьюбертом Хопперманом.

## Признание

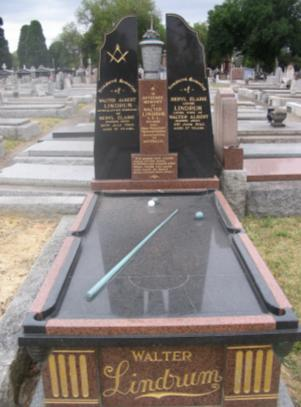
Могила Уолтера Линдрума на Мельбурнском кладбище

В 1981 году австралийской почтой была выпущена марка с изображением Линдрума. Автор картинки — Тони Рэфти.
Уолтер Линдрум также был посмертно включён в спортивный зал славы Австралии в целом и Западной Австралии, как его родины, в 1985 году. А его дом в Парке Альберта (Виктория) известен своей исторической связью с Port Phillip Council.
В Мельбурнском отеле на улице Flinders Street есть много памятных вещей, связанных с Уолтером. Ранее в этом здании располагался Бильярдный Центр Линдрума, которым владела его племянница, Долли. Один из игровых столов этого центра был позднее полностью отреставрирован фирмой-изготовителем. А в апреле 2009 года отель Линдрума принимал бильярдный турнир Кубок Столицы, который тогда проводился в юбилейный, 10-й раз. Турнир посвятили жизни и спортивной биографии Уолтера Линдрума.

## Рекорды
В июне 1927 Линдрум установил рекорд по скорости выполнения брейка — он сделал серию в 816 очков за 23 минуты. Серия осталась незавершённой.
В 1930-м в Манчестере Уолтер набрал в общей сложности 30817 очков во время матча-фортнайта против Вилли Смита. В той игре, в частности, он сделал 10 брейков за 1000 с наивысшим показателем в 2419. А в финальном матче с тем же Смитом, но в Лондоне, Линдрум стал обладателем сразу нескольких мировых рекордов: наибольшее количество очков на своём счету (36256), наибольший порог победы (21285), наивысшую среднюю серию в матче (262) и наибольшее количество четырёхзначных брейков (за 1000 очков) в матче (11). Вилли Смит, проигравший в итоге встречу, играл, тем не менее, также на высочайшем уровне — в среднем он набирал по 109 очков.
Свой известный брейк в 4137 Уолтер Линдрум сделал в матче с Джо Дэвисом, который проходил в зале Thurston Hall (Лондон) 19 января 1932 года. Австралиец находился у стола 2 часа и 55 минут и выполнил за это время примерно 1900 результативных ударов.
Также Линдруму принадлежат рекордные серии для каждой из стран, в которых он играл; самый быстрый сотенный брейк (46 секунд) и рекордный брейк в 1011 очков, выполненный им за 30 минут.
В 1933 году в Йоханнесбурге Уолтер стал автором очередного мирового рекорда: он сделал 1000-очковую серию за 28 минут.